# Операция в Красном море
«Операция в Красном море» (кит. 红海行动) — китайский фильм 2018 года режиссёра Данте Лама. Сценарий фильма частично основан на операции по эвакуации людей из порта Йемена в 2015 году.
Фильм занял второе место по кассовым сборам в прокате Китая после фильма «Война волков 2», собрав в прокате 3,65 миллиардов юаней (579 миллионов долларов США). Фильм был выбран в качестве гонконгской заявки на премию «Оскар» за лучший фильм на иностранном языке, но не был номинирован.

## Сюжет
Когда нестабильность из-за гражданской войны в стране на Аравийском полуострове начинает угрожать гражданам Китая, группе китайских спецназовцев необходимо произвести эвакуацию людей, а также освободить заложников, захваченных исламскими террористами.

## В ролях
- Чжан И
- Джонни Хуан
- Ду Цзян
- Хай-Цин
- Цзян Луся
- Инь Фан
- Ван Юйтянь
- Го Цзяхао
- Генри Принц Мак